# Francisco de Paula del Villar y Lozano
del Villar y Lozano est un nom espagnol. Le premier nom de famille, en général paternel, est del Villar ; le second, en général maternel, souvent omis, est Lozano.
Francisco de Paula del Villar y Lozano, né à Murcie en 1828 et décédé à Barcelone en 1901, est un architecte espagnol.
Il est le directeur de la célèbre école d'architecture ETSAB de Barcelone de 1889 à 1900.

## Biographie

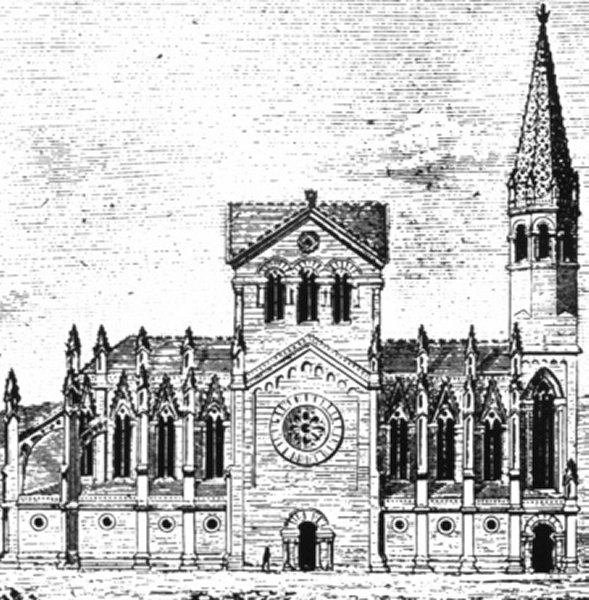
Projet pour la Sagrada Familia.

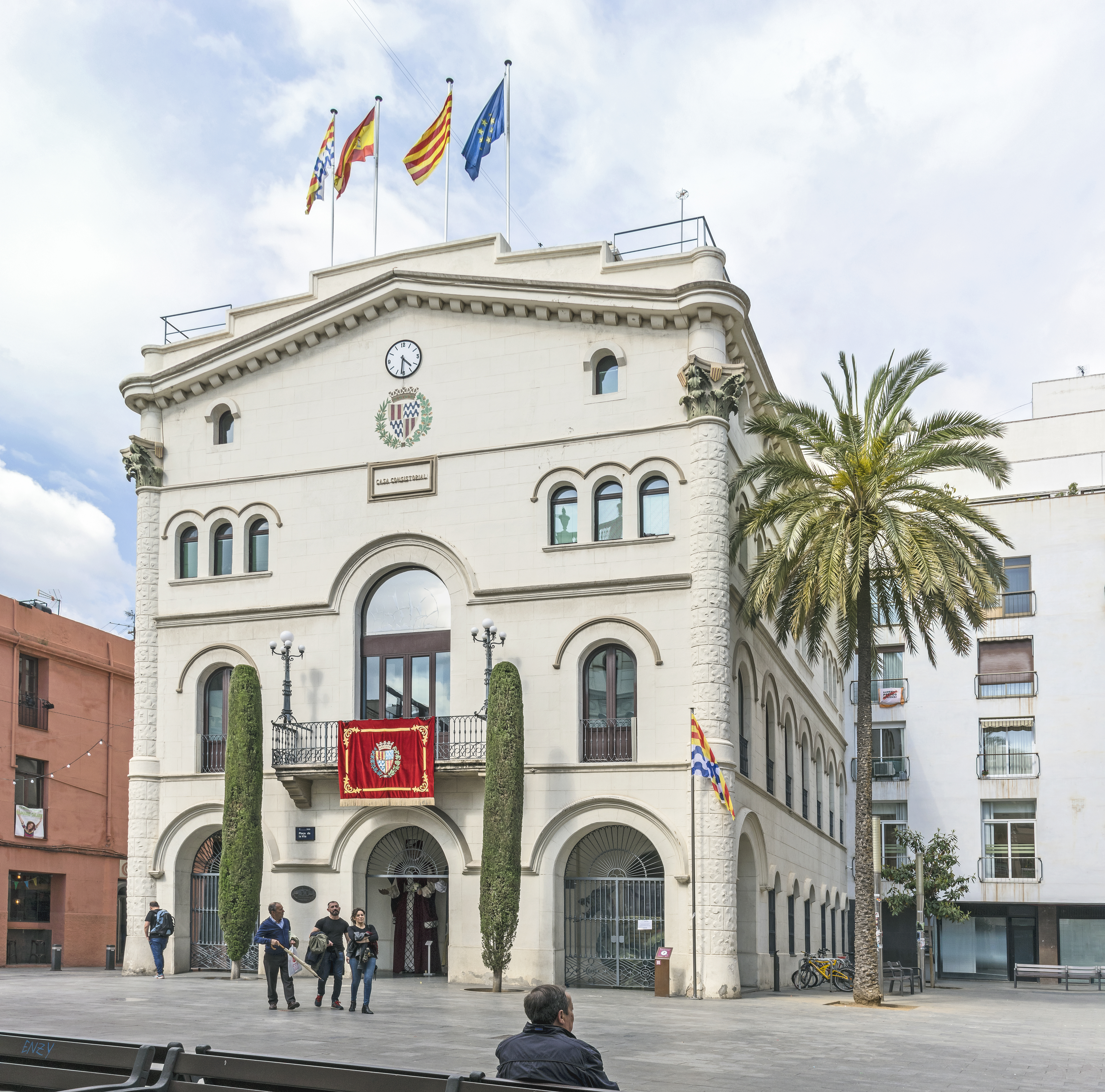
La mairie de Badalone.

Après une période d'études en architecture à Madrid, à l'Académie royale des Beaux-Arts Saint-Ferdinand, qu'il termine en 1852, il s'installe à Barcelone et devient membre de l'Académie royale catalane des beaux-arts de Saint-Georges. En 1854, il est mandaté pour le projet d'hôpitaux d'urgence destinés aux victimes du choléra.
Il occupe un poste d'architecte du diocèse de 1874 jusqu'en 1892, quand son fils Francesc de Paula del Villar i Carmona prend sa succession.
Durant son mandat, il restaure l'église Notre-Dame-du-Pin de Barcelone, la basilique de Santa Maria de Vilafranca et la Casa de Misericòrdia.
Il est également chargé de la conception de plusieurs églises paroissiales ainsi que l'abside de l'abbaye de Montserrat, projet sur lequel a également travaillé Antoni Gaudí.
En 1877, l'Associació de Devots de Sant Josep le mandate pour la construction de la Sagrada Família. Villar conçoit un projet de style néo-gothique dont seule la crypte sera construite.
Il se retire cependant du projet en 1883 à la suite de mésententes avec Joan Martorell i Montells et le promoteur du projet, Josep Maria Bocabella.
La mission de continuer le projet sera alors confiée à l'architecte Antoni Gaudí.
Il est également l'auteur de l'édifice qui accueille de nos jours la mairie de Badalone.
Il dirige, de 1889 à 1900, de l'école technique supérieure d'architecture de Barcelone (ETSAB), avant d'en laisser la direction à l'architecte Lluís Domènech i Montaner.

## Postérité
Sa sépulture est située dans le cimetière du Poblenou, à Barcelone.